# Althepus
Althepus là một chi nhện trong họ Ochyroceratidae.